# イシュトヴァーン4世 (ハンガリー王)
イシュトヴァーン4世（ハンガリー語: IV. István、クロアチア語: Stjepan IV、スロバキア語: Štefan IV、1133年頃 - 1165年4月11日）は、ハンガリー王国アールパード朝、およびクロアチアの国王。1163年に甥のイシュトヴァーン3世から王位を奪った。ハンガリー王ベーラ2世の三男として生まれ、兄のゲーザ2世に対して企てた陰謀が失敗に終わった後、1157年夏にハンガリーから脱出した。最初神聖ローマ帝国に亡命を求めるが、神聖ローマ皇帝フリードリヒ1世から支援は得られなかった。その後間もなくビザンツ帝国に亡命し、この地でビザンツ皇帝マヌエル1世コムネノスの姪マリアと結婚し、東方正教に改宗する。

## 概略
1162年5月31日にゲーザ2世が没した後、マヌエル1世はイシュトヴァーンが甥の若イシュトヴァーンに対して起こした反乱を支援し、彼を王位に就けようと試みた。ハンガリーの貴族は進んで若イシュトヴァーンから離反したが、彼らはイシュトヴァーンではなく、彼の兄であるラースローを国王に擁立した。1163年1月14日にラースロー2世が没すると、イシュトヴァーンは兄の地位を継承する。しかし、ハンガリーから追放された若イシュトヴァーンを支持するエステルゴム大司教ルカーチはイシュトヴァーンへの戴冠を拒否し、彼を破門した。イシュトヴァーンを支持するハンガリーの貴族は依然として少なく、若イシュトヴァーンは軍隊を召集した。1163年6月19日にセーケシュフェヘールヴァールで行われた決戦で、若イシュトヴァーンはイシュトヴァーンに大勝を収め、イシュトヴァーンは再びハンガリーから脱出せざるを得なくなる。
イシュトヴァーンはマヌエル1世とフリードリヒ1世の援助を受けて再び王位を得ようとするが、両者とも彼を見捨て、マヌエル1世はハンガリーから獲得したシルミウムに彼を住まわせた。ジモニ（現在のセルビアのゼムン）の包囲中、イシュトヴァーンは若イシュトヴァーンの支持者によって毒殺された。

## 生涯

### 幼少期・若年期
1133年頃にイシュトヴァーンはベーラ2世盲目王とヘレナの三男として生まれる。イシュトヴァーンに関する最初期の記録は、1141年に父の跡を継いだ長兄のゲーザ2世の治世に確認できる。『彩飾年代記』には、ゲーザは弟であるラースローとイシュトヴァーンに「公領の収入を与えた」ことが記されている。彩飾年代記にはこの出来事の日付は示されていないが、歴史学者のBálint Hómanは1146年に起きたと記している。しかし、Ferenc MakkとGyula Kristóはゲーザが息子のイシュトヴァーンを正式に後継者に指名した時期と重なる1152年頃の出来事だと主張している。
同時代の歴史家のラーエウィンによれば、イシュトヴァーンは友人や叔父のベロシュとともに「王権を窺う者として王の前で告発された」ことが伝えられている。イシュトヴァーンは逮捕・処刑されることを恐れ、1157年夏に神聖ローマ帝国への亡命を図った。

### 亡命生活
神聖ローマ皇帝フリードリヒ1世はゲーザ2世とイシュトヴァーンの仲裁を買って出、ハンガリーに使者を派遣した。フリードリヒは当初「ハンガリー王国の分割か、ゲーザとイシュトヴァーンのいずれかの譴責をすることで紛争の解決」を図っていたが、イタリア遠征計画のため、最終的に「よりよい時期に向けて内争の解決の延期を決定」した。その後、フリードリヒの同意を得たイシュトヴァーンはビザンツ帝国の首都であるコンスタンティノープルに向かった。イシュトヴァーンの亡命について、同時代の歴史家であるニケタス・コニアテスは彼が「兄の殺意の手の内から」逃れたと述べている。
ビザンツ皇帝マヌエル1世コムネノスはイシュトヴァーンを歓迎し、彼と姪のマリアの結婚を取り決めた。ライヒャースベルクのゲルホーは、イシュトヴァーンは婚姻の際に東方正教に改宗したことを記している。1160年頃にラースローもコンスタンティノープルに亡命するが、ラースローはビザンツ皇族との結婚を拒んでいる。
マヌエル1世は不安定な状態にあった帝国東部の国境地帯に注意を払っていたためにイシュトヴァーンへの支援を行わなかった。1160年末から1161年初頭にかけての時期にイシュトヴァーンはパルマに滞在していたフリードリヒ1世を再訪し、フリードリヒに支援と引き換えに毎年3,000マルクの貢納を提案した。ミラノ包囲の準備を進めていたフリードリヒはイシュトヴァーンへの一切の支援を行わず、イシュトヴァーンはただちにコンスタンティノープルに引き返した。
1162年5月31日にゲーザ2世が没し、数日のうちに15歳の王子イシュトヴァーン3世がエステルゴム大司教ルカーチによってハンガリー王に戴冠された。マヌエル1世は甥の若イシュトヴァーンに王位を要求するイシュトヴァーンの主張を支持するために使節をハンガリーに送るが、「皇帝と縁戚関係にある男を受け入れることは不利益をもたらし、（マヌエル1世の）傀儡となった王の支配を恐れて」ハンガリーの貴族は彼と対立した。イシュトヴァーンは将軍アレクシオス・コントステファノス指揮下のビザンツの軍隊を伴い、ハンガリーに帰国した。ビザンツ軍はハラム（現在のセルビアのラム）まで達し、この地でビザンツの使節とハンガリーの貴族の間で改めて交渉が開かれた。彼らは協定によって妥協が成立し、ハンガリーの貴族はイシュトヴァーンの兄であるラースローの戴冠を承認し、戴冠式の後に若イシュトヴァーンはオーストリアに逃亡せざるを得なくなる。

### 公、王として
1162年7月にラースローはカロチャ大司教ミコーから戴冠されるが、大司教ルカーチは追放された若イシュトヴァーンに忠誠を誓い続け、ラースローを簒奪者と見なしていた。ラースローの即位後、イシュトヴァーンは「ハンガリー人の間で王権の継承者を意味する」「urumの地位」を授与された。ミューゲルンのハインリヒはラースローがハンガリー王国の3分の1と公爵の称号をイシュトヴァーンに与えたことを記し、歴史学者のFlorin Curtaはイシュトヴァーンの公国にはハンガリー王国の南部が含まれていることを指摘している。
1163年1月14日にラースロー2世は没し、13日後にイシュトヴァーンが新たな対立王として戴冠される。大司教ルカーチがイシュトヴァーンへの戴冠を拒否したため、戴冠式はカロチャのミコーによって執り行われた。ルカーチはイシュトヴァーン4世に破門を宣告し、彼の統治は不法であると宣言した。また、イシュトヴァーン4世はハンガリーの高位聖職者に教皇アレクサンデル3世への使節の派遣、教皇特使との面会を禁じていたことが伝えられている。
現存する憲章の中でイシュトヴァーン4世は「イシュトヴァーン3世」を自称しており、キンナモスはイシュトヴァーン4世の人物像について「暴虐であり、ハンガリー国内の主要な有力者に対して非常に圧迫的であるように思えた」という記述を残している。ハンガリーの貴族の一部はイシュトヴァーン4世に対する陰謀を企て、ハンガリーから追放されている若イシュトヴァーンを支持した。1163年3月にイシュトヴァーン4世の要請を受けたマヌエル1世はハンガリーに軍隊を派遣するが、ビザンツ軍接近の報告は若イシュトヴァーンの立場を強化したため、マヌエル1世は軍隊に退却を命じた。しかし、退却の命令は遅く、ビザンツ軍がハンガリーから撤退して間もなくイシュトヴァーン4世に対する反乱が勃発した。
追放されていた若イシュトヴァーンはフリードリヒ1世の承認を得て、ドイツ人傭兵とイシュトヴァーン4世に不満を抱くハンガリー人貴族を招集し、軍事行動を開始した。1163年6月19日にセーケシュフェヘールヴァールで決戦が行われ、イシュトヴァーン4世は敗北を喫する。戦闘の中でイシュトヴァーン4世は捕獲されるが、若イシュトヴァーンは大司教ルカーチの助言を受けて彼を解放した。

### 晩年
追放されたイシュトヴァーン4世はビザンツ帝国に向かう前にフリードリヒ1世の元を訪れ、マヌエル1世と面会するためにサルディカ（現在のブルガリアのソフィア）に急行する。サルディカでマヌエル1世と対面したイシュトヴァーン4世は、支援と引き換えにビザンツの宗主権を認めることを提案した。マヌエル1世はイシュトヴァーン4世に「資金を与え」、ハンガリー侵入の軍を動員する。しかし、マヌエル1世は間もなく「イシュトヴァーン4世がハンガリーの領地を統治することは不可能であると悟り」、ベオグラードで若イシュトヴァーンと和平協定の交渉を行った。協定の結果、若イシュトヴァーンはビザンツにシルミウム地方とハンガリー王国の他の部分の領有を認める代わりに、マヌエル1世に叔父に対する一切の支援を放棄させた。庇護者であるマヌエル1世に見捨てられたイシュトヴァーン4世は1163年と1164年の境にフリードリヒ1世の元に使者を送るが、彼にも支援は拒絶される。
若イシュトヴァーンは和平協定の締結から間をおかず、協定を破棄した。イシュトヴァーンは黒海沿岸部のアンキアルス（現在のブルガリアのポモリエ）に留まっていたが、1164年の夏にシルミウムを攻撃し、多くの住民の支持を得て進軍する、マヌエル1世はイシュトヴァーンのハンガリー侵入に参加するが、外国から援助を受けた若イシュトヴァーンはマヌエル1世に平和条約を締結させ、将来にわたってイシュトヴァーン4世に援助を行わないことを約束させる。1165年春に若イシュトヴァーンは再び協定を破ってシルミウムに侵入し、イシュトヴァーン4世はジモニ（現在のセルビアのゼムン）の城砦に退却した。若イシュトヴァーンはゼムンを包囲し、ハンガリー軍は「イシュトヴァーン4世に仕える数人の貴族を」買収してイシュトヴァーン4世に遅効性の毒を盛り、1165年4月11日にイシュトヴァーン4世は落命する。イシュトヴァーン4世の死の直後に城砦は陥落するが、彼の遺体は埋葬されず「都市の門の前に打ち捨てられた」と伝えられている。後にイシュトヴァーンの遺体はセーケシュフヘールヴァールのバシリカに移されるが、遺体が移送された時期は不明である。

## 家族
イシュトヴァーンの妻であるマリアは、ビザンツ皇帝マヌエル1世の兄であるセバストクラトルのイサキオス・コムネノスの娘にあたる。彼女の母親はイサキオスの最初の妻であるテオドラであるが、テオドラの家系は判明していない。二人の間に子が生まれた記録は無い。

### 一次資料
- Deeds of John and Manuel Comnenus by John Kinnamos (Translated by Charles M. Brand) (1976). Columbia University Press. ISBN 0-231-04080-6.
- O City of Byzantium, Annals of Niketas Choniatēs (Translated by Harry J. Magoulias) (1984). Wayne State University Press. ISBN 978-0-8143-1764-8.
- The Deeds of Frederick Barbarossa by Otto of Freising and his Continuator, Rahewin (Translated and annotated with an introduction by Charles Christopher Mierow with the collaboration of Richard Emery) (2004). Columbia University Press. ISBN 0-231-13419-3.
- The Hungarian Illuminated Chronicle: Chronica de Gestis Hungarorum (Edited by Dezső Dercsényi) (1970). Corvina, Taplinger Publishing. ISBN 0-8008-4015-1.

### 二次資料
- Bartl, Július; Čičaj, Viliam; Kohútova, Mária; Letz, Róbert; Segeš, Vladimír; Škvarna, Dušan (2002). Slovak History: Chronology & Lexicon. Bolchazy-Carducci Publishers, Slovenské Pedegogické Nakladatel'stvo. ISBN 0-86516-444-4
- Curta, Florin (2006). Southeastern Europe in the Middle Ages, 500–1250. Cambridge University Press. ISBN 978-0-521-89452-4
- Engel, Pál (2001). The Realm of St Stephen: A History of Medieval Hungary, 895–1526. I.B. Tauris Publishers. ISBN 1-86064-061-3
- Kristó, Gyula; Makk, Ferenc (1996) (ハンガリー語). Az Árpád-ház uralkodói [Rulers of the House of Árpád]. I.P.C. Könyvek. ISBN 963-7930-97-3
- Magdalino, Paul (1993). The Empire of Manuel Komnenos, 1143–1180. Cambridge University Press. ISBN 0-521-52653-1
- Makk, Ferenc (1989). The Árpáds and the Comneni: Political Relations between Hungary and Byzantium in the 12th century (Translated by György Novák). Akadémiai Kiadó. ISBN 963-05-5268-X
- Makk, Ferenc (1994). “IV. István”. In Kristó, Gyula; Engel, Pál; Makk, Ferenc (ハンガリー語). Korai magyar történeti lexikon (9–14. század) [Encyclopedia of the Early Hungarian History (9th–14th centuries)]. Akadémiai Kiadó. pp. 293–294. ISBN 963-05-6722-9
- Stephenson, Paul (2000). Byzantium's Balkan Frontier: A Political Study of the Northern Balkans, 900–1204. Cambridge University Press. ISBN 978-0-521-02756-4